# 中尾昌弘
中尾 昌弘（なかお まさひろ、1954年（昭和29年）10月17日 - ）は、日本の政治家。福岡県大牟田市長（1期）。

## 来歴
福岡県大牟田市生まれ。福岡県立三池高等学校を経て、1978年（昭和53年）3月、京都大学理学部卒業。同年4月、大牟田市役所に入庁。保健福祉部長や企画総務部長などを歴任した。2012年（平成24年）3月、大牟田市役所を退職。同年4月、大牟田市副市長に就任。
2015年（平成27年）8月、大牟田市副市長を退任。同年11月8日告示、11月15日投票の大牟田市長選挙に自民党・公明党の推薦を受けて出馬し、無投票で初当選した。
2019年（令和元年）8月21日、体調面に不安があることなどを理由として、次期市長選不出馬の意向を固めたことが報道により明らかとなった。